# 니시메 고자부로
니시메 고자부로(西銘恒三郎, 1954년 6월 7일 ~ 오키나와현 난조시)는 일본의 정치인이며 자유민주당 소속의 중의원 (6선)이다. 지역구는 오키나와현 제4구이다. 현재 기시다 내각에서 제12 - 13대 부흥대신을 맡고 있다.

## 역대 선거 결과
|  | 54.47% |

|  | 57.26% |

|  | 43.71% |

|  | 52.21% |

|  | 48.03% |

|  | 50.51% |

|  | 54.90% |